# مسیح در برنز
مسیح در برنز (انگلیسی: Christ in Bronze) یا سیدو نو کیریسوتو فیلمی سیاه‌وسفید در سینمای ژاپن به کارگردانی مینورو شیبویا است که به جشنواره فیلم کن ۱۹۵۶ وارد شد.